# قیرگون
پیچ بلک یا قیرگون (به انگلیسی: Pitch Black) یک فیلم مهیج و علمی تخیلی آمریکایی محصول سال ۲۰۰۰ میلادی به کارگردانی دیوید تویی است. در این فیلم بازیگرانی همچون وین دیزل، رادا میشل، کیث دیوید، کول هاسر و کلودیا بلک ایفای نقش می‌کنند. داستان فیلم دربارهٔ یک مجرم فراری به نام «ریچارد بی. ریدیک» با بازی وین دیزل است که توسط یک سفینه فضایی در حال انتقال به سیاره‌ای دیگر می‌باشد. اما پس از اصابت سفینه به یک دنباله‌دار آن‌ها مجبور به نشستن بر روی سیاره‌ای همانند صحرا می‌شوند. بعد از این ماجرا در این سیاره، خدمه سفینه متوجه می‌شوند ریدیک تنها کسی نیست که آن‌ها باید از او بترسند. موجودات بیگانه‌ای که بسیار خطرناک بودند صبح‌ها در تاریکی مخفی می‌شدند و شب‌ها به شکار می‌رفتند، در اینجا بود که ریدیک نیز برای بقا با افراد دیگر متحد شد تا از این سیاره جان سالم به در ببرد.
پیچ بلک در ۱۸ فوریه ۲۰۰۰ توسط یواس‌ای فیلمز در ایالات متحده اکران شد، و نقدهای ضد و نقیضی از منتقدان دریافت کرد که برخی از عناصر مبتکرانه، سبک بصری فیلم و عملکرد بازیگری دیزل را ستودند، اما منتقدان نسبت به عدم گسترش کامل بنیاد و اساس فیلم و برخی شخصیت پردازی‌های کلیشه‌ای انتقاداتی داشتند. پیچ بلک ۵۳ میلیون دلار در سراسر جهان فروش کرد در حالی که ۲۳ میلیون دلار بودجه ساخت آن بوده است.  ادامه‌ای برای این فیلم با نام سرگذشت ریدیک به کارگردانی دیوید تویی در سال ۲۰۰۴ توسط یونیورسال استودیوز توزیع شده است که وین دیزل به عنوان نقش اول فیلم بازگشته است. سومین فیلم نیز تحت عنوان ریدیک در سال ۲۰۱۳ اکران شد و دیزل و تویی یکبار دیگر به هم پیوستند.